# ОШ „Георги Стојков Раковски” Бања Лука
ОШ „Георги С. Раковски” једна је од основних школа у Бања Луци. Налази се у улици Драгише Васића 29. Име је добила по Георгу Раковском, оснивачу бугарског националног препорода и начелнику — револуционару, идеологу, стратегу и теоретичару бугарске националне револуције, вођи борбе за ослобођење од османске владавине.

## Историјат
Основна школа „Георги С. Раковски” је наследник ОШ „Младен Стојановић” која је под овим називом радила до октобра 1969. године када је снажан земљотрес порушио зграду ове школе. Нова је саграђена 1972. године донацијом народа и Владе Републике Бугарске, а из захвалности народу Бугарске добила је назив по бугарском револуционару и песнику. Свечано отварање је било 5. септембра исте године уз присуство великог броја грађана, представника власти и делегације Народне Републике Бугарске коју је предводио министар народне просвете, професор Стефан Василев.
Основна школа „Георги С. Раковски” је добитник признања „Школа са најбољим васпитно–образовним резултатима” у Републици Српској. У свом раду је често била прва у увођењу савремених организационих облика, као и у осавремењавању васпитног и образовног рада са ученицима. Поред редовне наставе организован је и рад многих ваннаставних активности (предметне секције, ученичке организације, спортски клубови и групе). Такође, издају школски лист „Ласта”.

## Догађаји
Догађаји и пројекти основне школе „Георги С. Раковски”:
- Светосавска академија[3]
- Никољдан[4]
- Сајам књига у Београду[5]
- Дан словенске писмености и културе[6]
- Пројекат „Чаробна интеркултурална мрежа пријатељства”: задаци Бонтон дигиталне комуникације, Банка дигиталних вршњачких лекција, Лидери доброте и љубави[7]
- Пројекат „Квалитетно образовање за све — обука за пилот школе”[8]
- Пројекат „Школа за 21. век”